# Обильное (Кальмиусский район)
Обильное (укр. Обільне) — село на Украине, находится в Старобешевском районе Донецкой области. Под контролем самопровозглашённой Донецкой Народной Республики.

## География
По южной окраине села протекает река Берестовая (бассейн реки Кальмиуса).

#### Соседние населённые пункты по странам света
СЗ: —
З: Новосёловка, Червоное, Любовка, Андреевка
ЮЗ: —
Ю: Новобешево, Песчаное
С: Марьяновка, город Донецк
СВ: Придорожное, Павлоградское, Ларино
В: Калинина, Кирово
ЮВ: Каменка

## История
Сельцо Обильное заселено в 20-х годах XIX века крестьянами выведенными владелицей из Орловской губернии. По преданию крестьян, они были проиграны в карты. В метрических книгах церкви св. Николая села Григорьевка жители сельца Обильное упоминаются как принадлежавшие генерал-майору Петру Афанасьевичу Папкову. От его фамилии происходит второе название села, Папково.

## Население
Население по переписи 2001 года составляло 250 человек.

## Общие сведения
Код КОАТУУ — 1424582407. Почтовый индекс — 87211. Телефонный код — 6253.

## Адрес местного совета
87210, Донецкая область, Старобешевский р-н, с.Марьяновка, ул.Мира, 10а